# 大卫·休里斯
大衛·杜里斯（英語：David Thewlis，1963年3月20日—），是一名英國男演員、作者、導演和編劇。其姓氏或譯作澤爾利斯。他是個出現於各種類型電影和電視中的知名角色演員。他曾獲得《康城影展》最佳男演員獎，以及《英國電影學院獎》、《金球獎》、《黃金時段艾美獎》和《美國演員工會獎》的提名。
杜里斯於1987年的電影《小杜麗特》中首次亮相，並在麥克·李的電影《甜蜜的生活》和《赤裸》中演出，並因此獲得《康城影展》最佳男演員獎。隨後，他演出了多部電影，如1994年的《黑美人》、1995年的《亂世情緣》、1996年的《飛天巨桃歷險記》和《魔幻屠龍》，以及1997年的《西藏七年》。杜里斯在2004—2011年於《哈利波特系列電影》中飾演雷木思·路平，以及在2017年電影《神奇女俠》的阿瑞斯／帕特里克·摩根爵士一角因而聲名鵲起。他的其他電影作品包括2005年的《天國驕雄》、2008年的《穿條紋衣的男孩》、2011年的《雷霆戰駒》、2014年的《霍金：愛的方程式》、2015年的《不正常麗莎》、2020年的《我想結束這一切》，還有2022年的《天才少女福爾摩斯2》。
此外，杜里斯也有演出電視作品，他最著名的電視角色包括FX頻道的《冰血暴》第三季（2017年）裡飾演V·M·瓦爾加，他亦於Netflix在2017年至今的動畫情景喜劇《大嘴巴》裡替羞恥巫師的角色配音，他還為2022年至今播放的劇集《人力資源》演出，以及在HBO與大西洋天空電視台的迷你劇《園藝殺手》裡飾演基斯杜化·愛德華茲（Christopher Edwards）。他於《雪花高離奇命案》中的表現為他贏得《黃金時段艾美獎》、《金球獎》及《評論家選擇獎》中最佳連續劇、迷你劇或電視電影裡的男配角獎的提名。杜里斯最新的角色是在尼爾·蓋曼製作的2022年Netflix電視劇《睡魔》中飾演約翰·迪（John Dee）。

## 早年生活
杜里斯以大衛·惠勒（David Wheeler）之名在1963年3月20日出生於英國蘭開夏郡的黑潭，其父母是阿歷克·雷蒙德·惠勒（David Wheeler）與莫琳·惠勒（Alec Raymond Wheeler），而其母親的娘家姓氏為杜里斯（Thewlis）。父母都雙方都在家庭玩具和牆紙店工作。他有一個兄姊和一個弟妹。少年時，他在一支名為「QED」的搖滾樂隊中演奏，並在一個名為「66號門牌（Door 66）」的朋克搖滾樂隊中擔任主音結他手。
杜里斯在黑潭的馬頓地區的海菲爾德高中接受教育，後來他就讀於倫敦市政廳音樂及戲劇學院，並於1984年畢業。

## 事業

### 演出
杜里斯於1980年代的情景喜劇《騎大象繞城堡》中飾演一個次要角色。他還出現於1985年的BBC情景喜劇《只有傻瓜和馬》裡，他於《這只是搖滾樂》的一集裡作為羅德尼短暫樂隊的成員。他的首個職業角色是在格林威治的戲劇《巴迪·霍利在富豪酒店》中演出。
杜里斯的突破性角色是1993年的電影《赤裸》，他作為主角人物—無家者約翰尼，他是個非常聰明、充滿怨恨和漫無邊際的街頭哲學家，杜里斯憑此獲美國國家影評人協會、倫敦影評人協會、倫敦旗幟晚報、紐約影評人協會及康城影展評為最佳男演員。同年，他於劇集《頭號嫌疑人3》裡飾演性侵者詹姆斯·傑克遜出現於電視上，並跟海倫·美蘭與基安·希斯演對手戲。在此之前，他的首次電視上露面是於《情人節公園（Valentine Park）》裡演出。
在1990年代，杜里斯的名字出現於各種電影（主要是奇幻和時代劇作品）中，包括1994年的《黑美人》、1995年的《亂世情緣》、他跟里安納度·狄卡比奧於1995年的《心之全蝕》裡演出，1996年的作品為《莫羅博士島》及《魔幻屠龍》，還有在1997年跟畢·彼特於《西藏七年》中演出對手戲。1998年，他憑藉電影《傑克離婚》而獲得《英國獨立電影獎》的提名，他並於森緲·貝克特的2000年電視電影作品《殘局（Endgame）》裡飾演克洛夫（Clov）的角色。他值得注意的演出還包括貝納多·貝托魯奇於1998年的作品《愛的困惑》、高安兄弟的1998年作品《大保齡離奇綁架》，以及保羅·麥桂根的2000年電影《天王流氓》，當中他跟保羅·班特尼與馬康·麥杜維演對手戲。
在哈利波特系列電影中，杜里斯替基斯·哥倫布執導的《哈利波特：神秘的魔法石》中的奎里納斯·奎若一角進行試鏡，但該角色最終給了伊恩·哈特。儘管錯過了第一部電影，但他還是在2004年於《哈利波特：阿茲卡班的逃犯》中演出教授雷木思·路平一角。由於杜里斯是導演艾方索·柯朗的首選角色，因此杜里斯毋須再進行試鏡，而他在該系列的其餘電影中再次重演該角色。
2005年，杜里斯於《穿條紋衣的男孩》裡的演出受到好評，當中他飾演主角的父親兼作為納粹滅絕營的黨衛隊指揮官。其他作品包括了列尼·史葛的作品《天國驕雄》、泰倫斯·馬力的《新世界》，以及2006年的《凶兆》。
2011年，在洛·比桑執導的傳記電影《昂山素姬》中，杜里斯飾演已故的緬甸諾貝爾獎的得獎者昂山素姬的丈夫—米高·阿里斯博士，而昂山素姬一角則由馬來西亞籍女演員楊紫瓊飾演。杜里斯於2012年獲得國際獨立影院節畫外獎。同年，杜里斯還參演了由《哈利波特》聯合主演邦妮·韋特執導的短篇電影《分道揚鑣》。
2015年6月，杜里斯據報導正在德文郡泰格茅斯的海灘上拍攝唐納德·克勞赫斯特的傳記電影《仁慈》的一個場景，當中杜里斯飾演唐納德·克勞赫斯特的新聞代理人羅德尼·霍爾沃斯（Rodney Hallworth），而唐納德·克勞赫斯特則由哥連·費夫飾演。他還主演了2015年秋季上映的驚悚電影《邪靈誘罪》。2015年9月，杜里斯在海倫·埃德蒙森改編自J·B·普里斯特利的BBC電視劇《罪惡之家》中飾演古爾督察（Inspector Goole）。2015年10月，杜里斯於電影《馬克白》裡飾演國王鄧肯。
杜里斯在2017年的電影《神奇女俠》中飾演阿瑞斯，這部以同名角色為主角的DC漫畫電影。他在2017年的《正義聯盟》中短暫地重新扮演了阿瑞斯的角色。同年，杜里斯於《冰血暴》的第三季裡演出主要反派V·M·瓦爾加，他的表現廣受好評，並讓他獲得黃金時段艾美獎、評論家選擇電視獎及金球獎的「連續劇、迷你劇或電視電影傑出男配角獎」的提名。
杜里斯最近演出了2020年Netflix的電影《我想結束這一切》，該片由查理·卡夫曼執導。

### 電影製作
杜里斯於1995年執導了《你好，你好，你好（Hello, Hello, Hello）》，他因此獲得英國電影學院獎最佳短片的提名。他還撰寫、執導並主演了2003年的劇情電影《厚臉皮（Cheeky）》。

### 寫作
杜里斯的黑色幽默小說《已故的赫克托·吉卜林》以藝術界為背景，由西蒙與舒斯特於2007年出版。他的第二本小說《拍攝瑪花（Shooting Martha）》，由魏登菲爾德和尼科爾森於2021年出版。

## 個人生活
休里斯於1992年跟威爾士女演員莎拉·舒格曼結婚，兩人直至1994年離異。後來，休里斯跟英國女演員凱特·哈迪曾經有過一段短暫的關係。
從2001年至2010年末，休里斯跟英國女演員安娜·佛瑞爾在一起，兩人保持著戀愛關係。兩人的女兒格雷絲（Gracie）於2005年7月9日出生，後來她也成為了一名演員。然而後來休里斯跟佛瑞爾於2010年末分開了。
2016年8月5日，休里斯跟法國設計師愛米娜·波圖（Hermine Poitou）結婚。這對夫婦於婚後住在伯克郡的桑寧代爾（Sunningdale）。

## 作品
| † | 表示為尚未發布的作品 |

### 電影
| 年份 | 作品                                    | 角色                                            | 備註               |
| ---- | --------------------------------------- | ----------------------------------------------- | ------------------ |
| 1987 | 路（）                                  | 祖兒（Joey）                                    |                    |
| 1987 | 短髮與捲髮                              | 克萊夫（Clive）                                 | 微電影             |
| 1987 | 小杜麗特                                | 喬治·布拉德爾（George Braddle）                 |                    |
| 1988 | 嗚聲（Vroom）                                | 林格（Ringe）                                   |                    |
| 1988 | 深紅瞬間愛（Deep Red Instant Love）                          | 法蘭克（Frank）                                 | 微電影             |
| 1989 | 起死回生                                | 凱文·迪金（Kevin Deakin）                       |                    |
| 1991 | 甜蜜生活                                | 妮可拉（Nicola）的情人                          |                    |
| 1991 | 懼怕黑暗                                | 湯姆·米勒（Tom Miller）                         |                    |
| 1992 | 下午茶時間的劍（Swords at Teatime）     | 米高（Michael）                                 | 微電影             |
| 1992 | 愛情重傷                                | 偵探                                            |                    |
| 1993 | 審判                                    | 佛朗茲（Franz）                                 |                    |
| 1993 | 赤裸                                    | 莊尼（Johnny）                                  |                    |
| 1994 | 黑美人                                  | 傑里·巴克（Jerry Barker）                       |                    |
| 1995 | 心之全蝕                                | 保羅·魏爾倫                                     |                    |
| 1995 | 浮華暫借問                              | 約翰·皮爾斯（John Pearce）                      |                    |
| 1995 | 你好，你好，你好（Hello, Hello, Hello） | N/A                                             | 微電影、編劇、導演 |
| 1996 | 飛天巨桃歷險記                          | 蚯蚓（Earthworm）                               | 配音               |
| 1996 | 魔幻屠龍                                | 龍心國王（King Einon）                          |                    |
| 1996 | 人魔島                                  | 愛德華·道格拉斯（Edward Douglas）               |                    |
| 1997 | 征服美國                                | 桑蒂尼（Santini）                               |                    |
| 1997 | 西藏七年                                | 彼得·奧夫施奈特（Peter Aufschnaiter）           |                    |
| 1998 | 大保齡離奇綁架                          | 諾克斯·哈靈頓（Knox Harrington）                |                    |
| 1998 | 傑克離婚                                | 丹·斯塔基（Dan Starkey）                        |                    |
| 1998 | 愛的困惑                                | 傑森·金斯基（Jason Kinsky）                     |                    |
| 1999 | 哈羅德·史密斯外傳                       | 內斯比特（Nesbit）                              |                    |
| 2000 | 奇蹟創造者                              | 猶大·伊哈略（Judas Iscariot）                   | 配音               |
| 2000 | 天王流氓                                | 弗雷迪·美斯（Freddie Mays）                     |                    |
| 2001 | 光猪四條友                              | 查理（Charlie）的父親                           |                    |
| 2002 | 恐龍帝國（D.I.Y. Hard）                 | 一個男人                                        |                    |
| 2003 | 厚臉皮（Cheeky）                        | 哈利·桑基（Harry Sankey）                       | 導演               |
| 2003 | 時間軸                                  | 羅拔·多尼格（Robert Doniger）                   |                    |
| 2004 | 哈利波特：阿茲卡班的逃犯                | 雷木思·路平                                     |                    |
| 2005 | 天國驕雄                                | 醫護人員                                        |                    |
| 2005 | 被遺忘的天使                            | 喬納森（Jonathan）                              |                    |
| 2005 | 新世界                                  | 愛德華·瑪麗亞·溫菲爾德                          |                    |
| 2006 | 本能2                                   | 羅伊·沃什伯恩（Roy Washburn）                   |                    |
| 2006 | 凶兆                                    | 基思·詹寧斯（Keith Jennings）                   |                    |
| 2007 | 佛羅斯特的內心生活                      | 馬田·弗羅斯特（Martin Frost）                   |                    |
| 2007 | 哈利波特：鳳凰會的密令                  | 雷木思·路平                                     |                    |
| 2008 | 穿條紋衣的男孩                          | 雷夫（Ralph）                                   |                    |
| 2009 | 哈利波特：混血王子的背叛                | 雷木思·路平                                     |                    |
| 2009 | 薇羅妮卡決定去死                        | 布雷克醫生（Dr. Blake）                         |                    |
| 2010 | 好心先生                                | 吉·麥肯（Jim McCann）                           |                    |
| 2010 | 倫敦大道                                | 佐敦（Jordan）                                  |                    |
| 2010 | 哈利波特：死神的聖物1                   | 雷木思·路平                                     |                    |
| 2011 | 哈利波特：死神的聖物2                   | 雷木思·路平                                     |                    |
| 2011 | 昂山素姬                                | 米高·阿里斯                                     |                    |
| 2011 | 匿名者                                  | 第一代伯利男爵威廉·薛韶                         |                    |
| 2011 | 雷霆戰駒                                | 里昂斯（Lyons）                                 |                    |
| 2012 | 分道揚鑣                                | 諾文（Norman）                                  | 微電影             |
| 2013 | 猛火爆2                                 | 法國蛙（Frog）                                  |                    |
| 2013 | 洩密風雲                                | 尼克·戴維斯                                     |                    |
| 2013 | 零點世紀                                | 喬比（Joby）                                    |                    |
| 2014 | 霍金：愛的方程式                        | 丹尼斯·W·夏瑪                                   |                    |
| 2014 | 地獄醫院                                | 米奇·芬恩（Mickey Finn）                        |                    |
| 2014 | 真愛慢熟中                              | 布拉德利（Bradley）                             |                    |
| 2014 | 週日燒肉                                | 迪克·帕克（Dick Puck）                          | 微電影、編劇       |
| 2015 | 邪靈誘罪                                | 肯尼斯·雷恩斯教授（Professor Kenneth Raines）   |                    |
| 2015 | 大時代 (電影)                           | 萊斯利·佩恩（Leslie Payne）                     |                    |
| 2015 | 馬克白                                  | 國王鄧肯                                        |                    |
| 2015 | 不正常麗莎                              | 米高·史東（Michael Stone）                      | 配音               |
| 2017 | 神奇女俠                                | 阿瑞斯                                          |                    |
| 2017 | 正義聯盟                                | 阿瑞斯／帕特里克·摩根爵士（Sir Patrick Morgan） | 客串               |
| 2018 | 獨帆之聲                                | 羅德尼·霍爾禾夫                                 |                    |
| 2019 | 異獸                                    | 維克（Vic）                                     |                    |
| 2019 | 特別來賓                                | 占（Jim）                                       |                    |
| 2019 | 永恆美人                                | 米克（Mike）                                    |                    |
| 2020 | 我想結束這一切                          | 父親                                            |                    |
| 2022 | 天才少女福爾摩斯2                       | 聖杯警司（Superintendent Grail）                |                    |
| 2022 | 了不起的莫里斯                          | 男上司                                          | 聲演，拍攝已完成   |
| 2023 | 阿凡達3                                 | 待定                                            | 拍攝中             |

### 電子遊戲
| 年份 | 名稱                      | 角色                |
| ---- | ------------------------- | ------------------- |
| 2004 | 魔獸世界：熊猫人之迷 （World of Warcraft） | Lord Darius Crowley |
| 2010 | 魔獸世界：浩劫與重生 （World of Warcraft: Cataclysm） | Lord Darius Crowley |

## 獎項及提名
| 年份 | 作品                                    | 頒獎禮                 | 獎項                                                                                | 结果 |
| ---- | --------------------------------------- | ---------------------- | ----------------------------------------------------------------------------------- | ---- |
| 1993 | 赤裸                                    | 康城影展               | 最佳男主角                                                                          | 獲獎 |
| 1993 | 赤裸                                    | 《標準晚報》英國電影獎 | 最佳男主角                                                                          | 獲獎 |
| 1993 | 赤裸                                    | 倫敦影評人協會獎       | 年度英國男演員                                                                      | 獲獎 |
| 1993 | 赤裸                                    | 國家影評人協會         | 最佳男主角                                                                          | 獲獎 |
| 1993 | 赤裸                                    | 紐約影評人協會         | 最佳男主角                                                                          | 獲獎 |
| 1995 | 你好，你好，你好（Hello, Hello, Hello） | 英國電影學院獎         | 最佳短篇電影 （跟海倫·布思（Helen Booth）及詹姆斯·羅拔茲（James Roberts）共同獲得） | 提名 |
| 1998 | 傑克離婚                                | 英國獨立電影獎         | 最佳男主角                                                                          | 提名 |
| 2006 | 本能2／凶兆                             | 金草莓獎               | 最差勁男配角                                                                        | 提名 |
| 2007 | 街道                                    | 蒙地卡羅影視節         | 金仙女獎劇情類傑出男演員                                                            | 提名 |
| 2008 | —                                       | 英國獨立電影獎         | 對英國電影具傑出貢獻的理查德·哈里斯獎（Richard Harris Award） 英國電影優秀男演員    | 獲獎 |
| 2009 | 哈利波特：混血王子的背叛                | 尖叫獎                 | 最佳群戲                                                                            | 獲獎 |
| 2010 | 倫敦大道                                | 《標準晚報》英國電影獎 | 彼得塞勒斯喜劇獎                                                                    | 提名 |
| 2011 | 哈利波特：死神的聖物2                   | 尖叫奖                 | 最佳群戲（與全體演員共同獲得）                                                      | 提名 |
| 2012 | 哈利波特：死神的聖物2                   | 金德比電影獎           | 最佳群戲（與全體演員共同獲得）                                                      | 提名 |
| 2014 | 霍金：愛的方程式                        | 第21屆美國演員工會獎   | 最佳演員表現獎                                                                      | 提名 |
| 2015 | 女王與國家                              | CinEuphoria頒獎禮      | 最佳男配角（國際競賽）                                                              | 提名 |
| 2016 | 不正常麗莎                              | 女性電影記者聯盟獎     | 最佳裸體、性描述或誘惑（跟珍妮花·積遜·李共同獲得）                                  | 獲獎 |
| 2017 | 冰血暴                                  | 評論家選擇電視獎       | 最佳電影／迷你劇男配角                                                              | 提名 |
| 2017 | 冰血暴                                  | 康城影展               | 最佳男主角                                                                          | 提名 |
| 2017 | 冰血暴                                  | 金德比電影獎           | 最佳電視電影/迷你劇男配角                                                           | 提名 |
| 2017 | 冰血暴                                  | 金球獎                 | 最佳連續劇、迷你劇或電視電影男配角獎                                                | 提名 |
| 2019 | 冰血暴                                  | 金德比電影獎           | 最佳電視電影/迷你劇男配角                                                           | 提名 |
| 2019 | 特別嘉賓                                | 溫哥華影評人協會獎     | 最佳加拿大影片男主角                                                                | 提名 |
| 2020 | 我想結束這一切                          | 印第安納電影記者協會獎 | 最佳男配角                                                                          | 提名 |
| 2021 | 我想結束這一切                          | Chlotrudis 獨立電影獎  | 最佳男配角                                                                          | 提名 |
| 2022 | 園藝殺手                                | 英國電視學院獎         | 最佳男主角                                                                          | 提名 |